# Ligne de Bari à Barletta
 (juillet 2016).
La ligne de Bari à Barletta est une voie ferrée italienne d'importance régionale qui relie Bari à nombre de localités réparties dans deux provinces et se termine à Barletta, avec une zone d'achalandage de 700 000 habitants
La gestion de la ligne est confiée à la société Ferrotramviaria, qui agit à la fois comme gestionnaire d'infrastructure ferroviaire et comme entreprise ferroviaire et assure aussi des services d'autobus dans le même bassin.

## Histoire
Les premiers projets pour la transformation en véritable voie ferrée du tramway Bari-Barletta remontent à 1908, issus du mécontentement des usagers et des communes intéressées. La société belge exploitant la ligne, après diverses hésitations, présente en 1924 un projet aux autorités compétentes, validé par le Décret Royal  n° 2358 du 17 décembre 1925.
La pose de la première pierre a lieu à Bari le 20 septembre 1925, mais les travaux réels commencent en 1928 ; ils sont interrompus en 1934 à cause de difficultés financières dues au non-paiement des contributions des municipalités concernées. La société qui gère le tramway, la Société des Chemins de fer économiques de Bari-Barletta et extensions S.A., est mise en liquidation en 1934, et trois ans plus tard la concession pour l'exploitation du tramway et la construction de la voie ferrée est donnée à une nouvelle société basée à Rome, la Ferrotramviaria Società Anonima Italiana (plus tard S.p.A.) qui exploitera la ligne en traction vapeur jusqu'en 1959.
Les travaux reprennent seulement en juillet 1948 sur le segment Barletta-Andria, et sont terminés en 1964 avec un écartement de 1435 mm et l'électrification en courant continu 3000 volts.
Après six mois de phase expérimentale, l'inauguration de la nouvelle voie ferrée a lieu le 30 septembre 1965 en présence du président du conseil, Aldo Moro (lui même apulien), du ministre des transports Angelo Raffaele Jervolino, du maire de Bari Gennaro Trisorio Liuzzi et d'autres personnalités civiles, militaires et religieuses. Le service régulier commence le 4 octobre.
Du fait de la population des centres desservis et de la présence de production maraichère, le trafic de passagers est assez important dès le début de l'exploitation de la ligne. Le trafic de fret est significatif également.

En 1983, en prévision de la mise en service de nouvelles rames automotrices, cinq nouveaux groupes de redressement sont achetés auprès d'Ansaldo en remplacement de ceux existant dans les sous-stations de Bitonto et Andria. En 1994 le groupe SASIB est chargé du renouvellement des caténaires.
À partir de la fin des années 90 a été mis en œuvre, en plusieurs phases, le doublement de la ligne jusqu'à Corato. La première étape a concerné la ligne jusqu'à Ruvo du Puglia au début des années 2000, en 2004 18 km km ont été doublés de Ruvo di Puglia à Bitonto, en 2005 10 km supplémentaires de Bitonto à Palese, et en 2006 enfin, est doublé le segment Palese - San Girolamo (gare autrefois appelée Lamasinata) pour 4,7 km, ce qui implique la réalisation d'un nouveau viaduc longeant le raccordement existant vers la ferrovia Adriatica.
En 2008 sont contractualisés les travaux  pour la construction d'une variante de tracé permettant la desserte de l'aéroport de Bari, elle est inaugurée le 20 juillet 2013.
En Juillet 2010 une nouvelle gare est mise en service à Bitonto, dénommée Santi Medici. Elle est équipée de quais couverts, d'un passage souterrain et d'une salle d'attente.
Le 12 juillet 2016 une collision frontale entre deux trains a lieu entre les gare d'Andria et Corato, causant la mort de 23 personnes et laissant plus de 50 blessés.

## Caractéristiques
La ligne est électrifiée et à écartement normal, à double voie de Fesca San Girolamo à Ruvo (environ 33 km), mais à voie unique sur les 37 km restant.
Les voies sont équipées de rails de 50 kg/m sur des traverses en béton armé précontraint. L'électricité est fournie par trois sous-stations à San Cataldo, Ruvo et Andria.
la circulation des trains est gérée avec un block automatique bidirectionnel de Bari à Ruvo depuis l'ACEI (Apparato Centrale Elettrico a Itinerari) de Bitonto et les ACS (Apparato Centrale Statico) de Terlizzi et Ruvo, et en cantonnement téléphonique de Ruvo à Barletta.
L'installation électrique est constituée d'un fil porteur de 120 mm² de section et d'un fil de contact profilé de section égale. Les sous-stations électriques sont situées à San Cataldo-Bitonto, Andria et Ruvo di Puglia.

### Parcours
Longue de 70 km, la voie ferrée commence à la gare de Bari-Centrale et traverse les territoires des communes de Bari, Bitonto, Terlizzi, Ruvo di Puglia, Corato, Andria et Barletta.
Quittant la gare de départ, la ligne entre dans un segment en tunnel pour longer la Ligne Adriatique dont elle se sépare à Macchie pour bifurquer vers l'intérieur.
Au point kilométrique 6+050 commence une variante du trajet, partiellement en tranchée, active depuis 2013, qui longe la rocade de Bari puis, et dessert l'aéroport avec une halte en tunnel. Au Pk 14+865, la variante se raccorde à la ligne historique.
Le tronçon suivant dessert Andria, où est prévu le passage de la voie en souterrain, dans le cadre des travaux pour le doublement de Corato à Barletta, le même projet approuvé en 2009 prévoit aussi une meilleure interconnexion avec le réseau de la RFI en gare de Barletta, permettant la mise en œuvre de trains exploitant la ligne Barletta-Spinazzola.

## Trafic

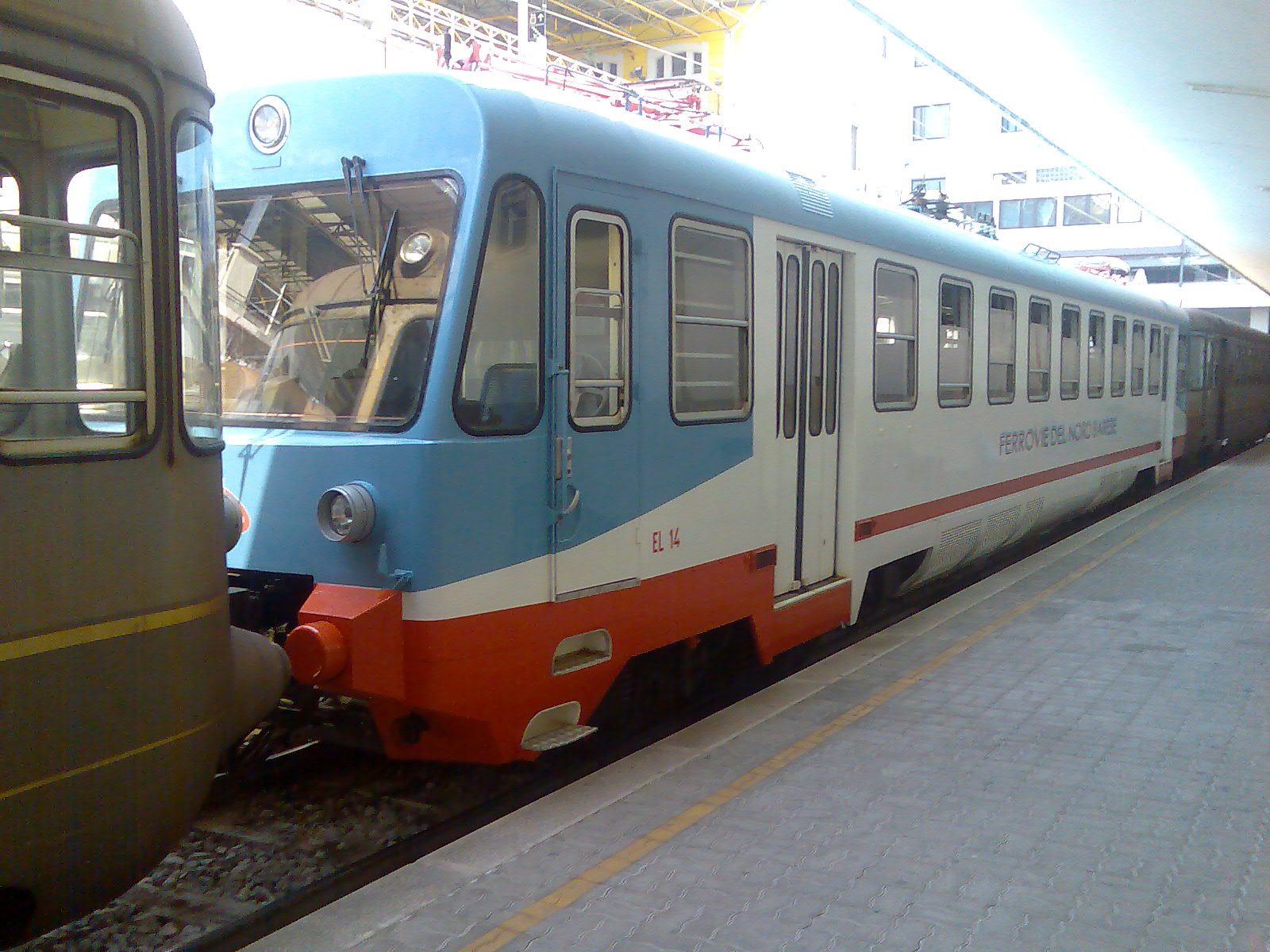
Électromotrice OMS/Tibb.

## Matériel roulant
Ferrotramviaria dispose d'un parc roulant relativement homogène et spécialisé dans les liaisons de passagers de proximité.
Pour les services urbains et suburbains FM1 et FM2 sont déployés des trains électriques Alstom Coradia et Stadler FLIRT ETR 431 et 342, tandis que pour les liaisons régionales, sont utilisées des rames moins modernes, de type Stanga-TIBB et Firema E126.